# Canal del Conc
La Canal del Pou de Gel és una canal del terme municipal de Conca de Dalt, a l'antic terme d'Hortoneda de la Conca, al Pallars Jussà, en territori que havia estat de l'antiga caseria dels Masos de la Coma.
Està situada al vessant nord de la Serra de Boumort, límit meridional de la Coma d'Orient, a migdia dels Masos de la Coma. És al nord dels Escards de la Font del Comí, a llevant de la Canal del Pou de Gel i a ponent de Prat Montaner.